# Trillo (Spagna)
Trillo è un comune spagnolo di 1 436 abitanti situato nella comunità autonoma di Castiglia-La Mancia.
Il comune, oltre al capoluogo omonimo, comprende i nuclei abitati di Azañón, Morillejo, La Puerta e Viana de Mondéjar,
Nel territorio comunale è situata la Centrale nucleare di Trillo.